# Rachecourt-sur-Marne
Rachecourt-sur-Marne är en kommun i departementet Haute-Marne i regionen Grand Est (tidigare regionen Champagne-Ardenne) i nordöstra Frankrike. Kommunen ligger i kantonen Chevillon som tillhör arrondissementet Saint-Dizier. År 2022 hade Rachecourt-sur-Marne 740 invånare.

## Befolkningsutveckling
Antalet invånare i kommunen Rachecourt-sur-Marne
| Referens: INSEE |